# الحواصلية
قرية الحواصلية هي إحدى القرى التابعة لمركز المنيا بمحافظة المنيا في جمهورية مصر العربية. حسب إحصاءات سنة 2006، بلغ إجمالي السكان في الحواصلية 4276 نسمة، منهم 2237 رجلا و2039 امرأة.